# Purva Bedi
Purva Bedi (nascida em 1974) é uma atriz indiana com cidadania estadunidense. Embora ela tenha nascido em Chandigar, foi criada na Bélgica e nos Estados Unidos.
Purva Bedi frequentou a prestigiada Bronx High School of Science e graduou-se em 1992. Após a formatura, estudou no Williams College, em Massachusetts e graduou-se em Economia. Ela já apareceu em várias séries de televisão, bem como em alguns filmes de sucesso, nomeadamente American Desi e Green Card Fever. Em 2003, interpretou a filha de Roshan Seth em Cosmopolitan, um filme escrito por Sabrina Dhawan e dirigido por Nisha Ganatra. Também estrelou um episódio de House MD. Sua aparição mais recente é como Clare no grande sucesso dramático da TV, Gossip Girl.
Purva é filha de Susham Bedi, professora da Columbia University.

## Ligações Externas
- Purva Bedi's Official Website
- Purva Bedi. no IMDb.